# Област Тропоја
Област Тропоја (алб. Rrethi i Tropojës) је једна од 36 области Албаније. Има 28.000 становника (процена 2004), и површину од 1.043 km². На северу је земље, а главни град је Бајрам Цури.
Обухвата општине: Бујан, Битич, Лугај, Љекбибај, Маргегај, Тропој (Тропоље) и Фиерз. Гаши (племе) настањује овај крај, како у историји тако и данас.